# Wallkilldellite-(Fe)
La wallkilldellite-(Fe) è un minerale appartenente al gruppo della kittatinnyite.